# Hyparrhenia bagirmica
Hyparrhenia bagirmica är en gräsart som först beskrevs av Otto Stapf, och fick sitt nu gällande namn av Otto Stapf. Hyparrhenia bagirmica ingår i släktet Hyparrhenia och familjen gräs. Inga underarter finns listade i Catalogue of Life.